# 普朗克提溪
普朗克提溪（英語：Plunketts Creek）是一个大约6.2英里（10）長的支流。流经美国宾夕法尼亚州莱康明和沙利文县. 两個非建制村庄和小村庄都在其流域。該溪的流域面積為23.6平方英里（61平方），途經五个乡镇。 
普朗克提溪的名字来自第一个土地的所有者。小溪始流向西南，然后向南通过由密西西比亚期和泥盆纪时期岩石組成的阿勒格尼高原。
有兩個小鎮因此河得名（其中有一個已經更名）。溪谷山谷的大部分地區由各種冰川沉積物組成，主要是沖積層。

在19世紀，普朗克提溪的分水嶺被砍伐殆盡，成為製革廠，鋸木廠和煤礦的所在地。今天，這裡林木茂盛，並因其高水質，垂釣和其他休閒機會而聞名。其分水嶺現在成為Loyalsock州定森林，賓夕法尼亞州州立遊憩公園和州立遊憩農場（飼養野雞）的一部份。本地區的旅遊業，狩獵和捕魚相當重要，人口也有增加。

## 外部連結
- . Map. County of Lycoming, Pennsylvania.   [2008-02-20]. （原始内容存档于October 4, 2007）.
- Lycoming County Economic Development and Planning Services, GIS Division.  (PDF). Map. 2005  [2008-02-20]. （原始内容 (PDF)存档于November 29, 2007）. Note: Official Lycoming County Map showing cities, boroughs, townships, villages, county roads, rivers, and some streams
- . Susquehanna River Basin Commission.   [2008-02-20]. （原始内容存档于2016-02-07）.